# Vojtěch Kolman
Vojtěch Kolman (* 25. července 1975) je český filosof, zabývající se především logikou, filosofií matematiky a filosofií G. W. F. Hegela. Je profesorem Ústavu filosofie a religionistiky FF UK, kde vyučuje logiku a analytickou filosofii. V letech 2014–2016 byl proděkanem pro vědu a výzkum FF UK.

## Dílo
- Logika Gottloba Frega (2002)
- Filosofie čísla (2008)
  - přepracováno, v němčině: Zahlen (Čísla, 2016)
- Idea, číslo, pravidlo (2012)
- Syntetické apriori (2013)
- O špatném nekonečnu (společně s Robert Roreitner 2014)
- Formy jazyka; původ do logiky a její filosofie (společně s Vít Punčochář 2016)
- O čem se nedá mluvit, o tom se musí zpívat (2017)[1]
- Noc, v níž se pořádají medvědí hony na zajíce: Filosofický původ jazykové komiky (2020)[2]
- Perspectives on the self: reflexivity in the humanities (2022)[3]
- Co je dialektika?: se zvláštním přihlédnutím ke Kleistově škole neřesti (2023)